# Condylactis aurantiaca
Espèce
Condylactis aurantiaca est une espèce d'anémones de mer de la famille des Actiniidae.

## Morphologie

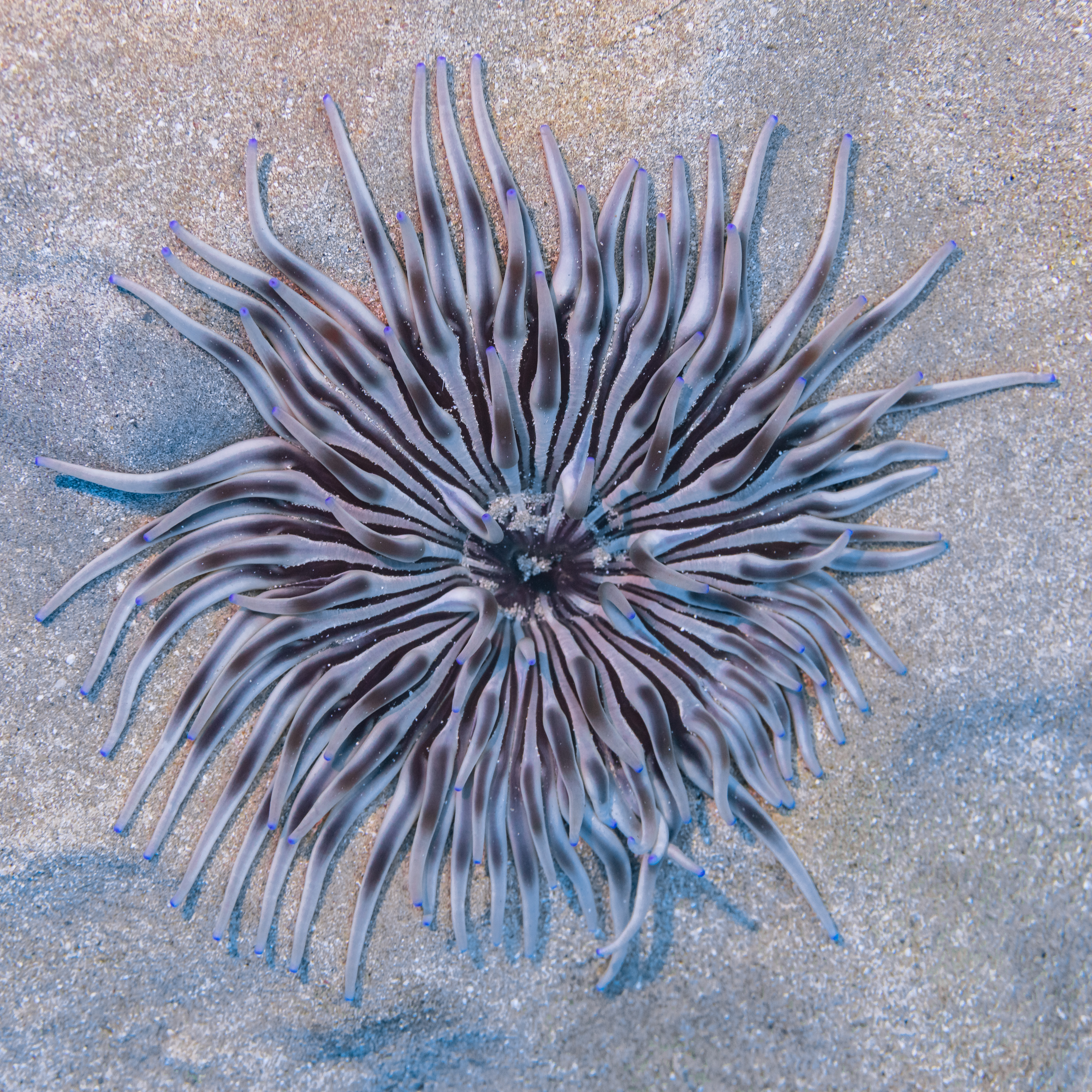
Condylactis aurantiaca au large de Paphos (municipalité), à Chypre. Décembre 2021.

Sa colonne mesure 7 cm de diamètre, son disque oral 12 cm (30 avec les tentacules). Elle possède 96 tentacules de 8 cm, épais, blanchâtres à gris, et violets à l'extrémité. Ils sont disposés en 5 verticilles autour de l'orifice buccal. La coloration varie en fonction des algues symbiotiques et de la profondeur ; en eau peu profonde et claire les algues sont nombreuse et l'anémone est brune ou brun vert, et en eau plus profonde elle est plus pâle.
Les deux sexes sont séparés, c'est une espèce ovipare ou vivipare.

## Habitat
Elle se fixe sur le sable, les graviers ou détritus organiques aux étages infra- et circalittoraux (de 5 à 80 m de profondeur). On la trouve uniquement en Méditerranée.